# Fujishima Takeji
Fujishima Takeji (藤島 武二?; Kagoshima, 1867 – 1943) è stato un artista giapponese.
Influenzato dall'Art Nouveau, fu uno dei massimi esponenti di pittura occidentale nel Giappone di fine XIX secolo ed Artista della Casa imperiale.